# Acacia pataczekii
Acacia pataczekii là một loài thực vật có hoa trong họ Đậu. Loài này được D.I.Morris miêu tả khoa học đầu tiên.